# Procedimiento civil (México)
El procedimiento civil mexicano es la forma en que se desarrolla el proceso judicial ante los juzgados y tribunales de México competentes en materias de Derecho civil.
El proceso es el conjunto de actos procesales realizados por el órgano jurisdiccional y las partes, tendientes a dar solución del litigio y en el cual se declara el derecho a favor de aquel que tenga la razón. Se trata de un sistema estructurado, luego entonces, hay que conocer la estructura del procedimiento, los pasos a seguir para poder desarrollarlo de manera adecuada.

## Etapas del procedimiento civil
El proceso va a iniciarse con la acción que ejercita la parte actora, más conocida como demandante, a raíz de esta se desprenden diversas etapas del Procedimiento Civil las cuales tienen de finalidad como ya se había mencionado; la resolución del conflicto de intereses, es decir, del litigio .
Se desprenden cuatro etapas fundamentales:
1.	Etapa postulatoria; planteación de las pretensiones de las partes, establecimiento de la litis.
2.	Etapa probatoria; apertura, admisión, preparación y desahogo de las pruebas.
3.	Etapa conclusiva o de alegatos; comprende como lo dice su nombre los alegatos y conclusiones, se induce el sentido de la sentencia, con base en lo que se aceptó, negó o no se probó.
4.	Etapa resolutoria; también llamada del juicio, comprende la valoración de las pruebas, la resolución judicial que pone fin al litigio.

### Etapa postulatoria
Primera fase del procedimiento civil, en esta la parte actora le hace saber al órgano jurisdiccional cuál fue el derecho quebrantado y se pide la restauración del mismo; hay que mencionar que el juzgador no puede administrar justicia sin ser requerido, no puede iniciar un proceso así como tampoco puede hacer avanzar por sí mismo el proceso, esta es una función de las partes “a la autoridad lo que no le está permitido le está prohibido”; sin embargo esto también tiene sus excepciones.
En la fase postulatoria las partes exponen tanto pretensiones como resistencias, afirmaciones y negaciones en lo referente a los hechos e invocan normas jurídicas y principios del derecho aplicables al caso concreto.
Se lleva a cabo la presentación de la demanda por la parte actora, al ser aceptada se dicta auto de radicación, que vamos a entender como el acto mediante el cual el juez acepta la demanda y entonces establece los actos prejudiciales, así el juez indicará los términos de admisión de la demanda y los requerimientos a la parte actora para que subsane alguna deficiencia en su demanda.
En el momento en que se notifica a la parte demandada se le da un término marcado por la ley para hacer la contestación de la demanda y que pueda ser establecida la litis, a esta notificación se le va a dar el nombre de emplazamiento; la parte demandada puede contestar la demanda y expresar sus excepciones y defensas, o puede allanarse a las pretensiones de la parte actora. Dentro de esta etapa de contestación de la demanda, la parte demandada tiene la facultad de reconvenir al actor, es decir demandarlo también dentro de la demanda ya establecida, de igual forma la parte actora puede hacer la contestación de la demanda.
En el supuesto de que la parte demandada no contestare la demanda, entonces se pedirá al órgano jurisdiccional [Juez] que establezca el juicio en rebeldía para poder continuar con el proceso.
Hay que tener cuidado en el momento de la realización de la demanda, esto con la finalidad de que prospere, verificar la competencia del órgano jurisdiccional, la personalidad de las partes, la vía en la que se presenta la demanda; sin embargo en lo referente a personalidad, competencia y procedencia de la vía, le corresponde al órgano jurisdiccional hacer la averiguación previa de forma oficiosa.

### Etapa probatoria
La fase probatoria se da porque hasta esta etapa el juzgador sólo tiene conocimiento parcial y subjetivo de las pretensiones de las partes; por esto es indispensable proveer al Juez de una visión objetiva sobre la controversia de intereses.
Vamos a distinguir cinco momentos dentro de esta etapa:
1.	Ofrecimiento de la prueba; en este las partes ofrecen al órgano jurisdiccional los diversos medios de prueba con los cuales pretenden constatar lo planteado en la litis, las pruebas deben de llevar una concatenación con los puntos establecidos en la demanda para que puedan prosperar, el C.P.C.O. establece en el artículo 286 cuales serán los medios de prueba reconocidos por la ley, para el ofrecimiento de pruebas el artículo 287 nos establece un plazo de 10 días:
·	Confesión y declaración de la parte, el parte o le parte, 
·	Documentos públicos
·	Documentos privados
·	Informes
·	Dictámenes periciales
·	Reconocimiento e inspección judicial
·	Testigos, testigas o testigues 
·	Fotografías, copias fotostáticas, registros dactiloscópicos y, en general todos los elementos aportados por los descubrimientos de la ciencia y la tecnología
·	Fama pública
·	Presunciones
·	Demás medios que produzcan convicción en el juzgador
2.	Admisión de la prueba; en este momento de la etapa probatoria, el Juez; la jueza, le juece califica la procedencia de las pruebas ofrecidas, aquí se debe de tomar en cuenta la utilidad de los medios ofrecidos, así como el hecho de que se hayan ofrecido en el plazo indicado.
3.	Preparación de la prueba; participan el órgano jurisdiccional, las partes y algunos terceros, se da la citación de peritos y testigos, se formulan interrogatorios o pliegos de posiciones, se fijan fechas para la celebración de audiencias o diligencias. 
4.	Desahogo de la prueba; este momento se da cuando ya se han ofrecido y admitido las pruebas presentadas, según el medio de prueba del que se trate así será el trámite y la naturaleza de los actos: preguntas a partes y testigos, cuestionarios realizados a peritos y respuesta de estos; así como visita del Juez, la jueza o el juece a lugares mencionados en las pruebas; el artículo 266 y 267 del C.P.C.O. establecen que el Juez puede mandar desahogar las pruebas que considere competentes para el avance del proceso, de igual forma el artículo 287 nos establece un período de 30 días para el desahogo de las pruebas.
5.	Valoración de la prueba; dentro de esta etapa, como su nombre lo indica el juez, la jueza o el juece valorará las pruebas ofrecidas por las partes, como ya se había mencionado deben ser enfocadas a los hechos que sean objeto del litigio, en caso de que no se dé de esa forma podrán desecharse de acuerdo a lo establecido en el artículo 282 del C.P.C.O.

### Etapa Conclusiva o de alegatos
Llamada también preconclusiva y de alegatos, en esta etapa se dan las reflexiones, consideraciones, razonamientos y argumentaciones de las partes; se pretende dar una idea al órgano jurisdiccional de lo que se pretende obtener del juicio. Los alegatos se pueden dar de forma oral o escrita, la forma oral se efectuará al término de la audiencia de pruebas una vez que todas hayan sido desahogadas, se debe de evitar la injuria para la otra parte así como tocar asuntos fuera de la litis, en cuanto a las escritas se refiere el artículo 399 del C.P.C.O. establece un plazo de 10 días para presentar alegatos, contándose desde el momento en que se da por concluida la recepción de pruebas, al término de este plazo se citará para dictar sentencia dentro de los 8 días siguientes.

### Juicio
En esta etapa la única actividad se va a dar por parte del órgano jurisdiccional, el juzgador o la persona juzgadora [en caso de tratarse de un órgano jurisdiccional colegiado] dictan la sentencia jurisdiccional definitiva que viene a terminar con el proceso y a resolver el litigio.
En esta etapa se pueden dar dos instancias, en la primera la sentencia es dictada por el Juez que ha conocido del litigio, lo único que le corresponde al Juez es leer, estudiar y analizar el expediente para posteriormente dictar su sentencia.
La segunda instancia va dirigida al Tribunal Superior de Justicia para la revisión de la sentencia previamente emitida por el órgano jurisdiccional de primera instancia, los Magistrados del Tribunal se dan a la tarea del análisis correspondiente, citando posteriormente para la sentencia definitiva.